# Ancora, ancora, ancora
«Ancora, ancora, ancora» (с итал. — «Снова, снова, снова») — песня, записанная итальянской певицей Миной в 1978 году. Её написали Джан Пьетро Фелисатти и Кристиано Мальджольо.

## О песне
По словам Кристиано Мальджольо, изначально он написал одну песню для Мины, но на встрече она отвергла её и попросила написать что-нибудь более «пикантное». Вечером, охваченный творческим кризисом, Мальджольо неожиданно позвонил по телефону его бывший возлюбленный, который спросил: «А ты, ты все еще любишь меня?». Мальджольо ответил «Да». Другой в ответ: «Скажи мне это снова, снова, снова». Текст песни был записан всего за две минуты, и уже на следующий день он передал его Мине в студии звукозаписи.
Мина в последний момент выбрала эту песню с провокационным текстом в качестве финальной темы телевизионной программы Mille e una luce вместо очень популярной новой версии «Città vuota (It’s a Lonely Town)». Она также специально снимает музыкальное видео, потому что это её единственное появление в шоу. Однако песня попадает под цензуру, на этот раз не столько из-за текстов Мальджольо, сколько из-за исполнения, признанного чрезмерно чувственным, и из-за откровенного видео, снятого крупным планом. После выхода в эфир первого эпизода шоу оригинальное видео было перемонтировано в последующих, сузив кадр и продублировав его на множестве маленьких мини-экранов, чтобы избежать бросающихся в глаза пикантных деталей.
Песня была впервые выпущена синглом в 1978 году вместе с ремейком «Città vuota (It’s a Lonely Town)» и сумела достичь четвёртой строчки в итальянском чарте. Концертная версия песни была включена в альбом Mina Live ’78 (1978), а студийная версия была опубликована на сборнике Del mio meglio numero sette (1983).
В сентябре 2023 года по случаю первого показа мод, организованного новым креативным директором Gucci Сабато Де Сарно, британский музыкант Марк Ронсон выпустил ремикс на песню «Ancora, ancora, ancora». Затем сингл был выпущен на радио и стриминговых платформах в октябре того же года.

## Список композиций
7"-сингл — 1978 (PDU)
A. «Città vuota (It’s a Lonely Town)» (Джузеппе Кассия, Док Помус, Морт Шуман) — 5:00
B. «Ancora, ancora, ancora» — 4:19
Цифровая загрузка, стриминг — 2023 (Warner)
1. «Ancora, ancora, ancora» (Extended version) [Mark Ronson Remix] — 5:45
2. «Ancora, ancora, ancora» (Radio edit) [Mark Ronson Remix] — 4:16

## Чарты
| Чарт (1978)              | Высшая позиция |
| ------------------------ | -------------- |
| Италия (Musica e dischi) | 4              |

| Чарт (2023)                 | Высшая позиция |
| --------------------------- | -------------- |
| Италия (Classifica singoli) | 60             |

## Сертификации и продажи
| Регион                                                                      | Сертификация | Продажи |
| --------------------------------------------------------------------------- | ------------ | ------- |
| Италия (FIMI) · продажи с 2009 года                                         | Золотой      | 50 000  |
| Данные о продажах + прослушиваниях приведены только на основе сертификации. |              |         |

## Кавер-версии
- В 2000 году Моника Наранхо исполнила кавер-версию песни на испанском языке под названием «Ahora, ahora» на слова Хосе Мануэля Наварро, она была выпущена Epic Records сначала как сингл, а затем как часть альбома Minage[11].
- Ирландская певица Рошин Мёрфи записала итальянскую версию для своего мини-альбома Mi senti в 2014 году[12].
- Американская певица Лайза Миннелли хотела записать английскую версию песни или записать эту песню в дуэте с Миной, но сотрудничество так и не состоялось[13].